# Il segreto delle tre pallottole
Il segreto delle tre pallottole è un libro-inchiesta scritto in forma di romanzo. Racconta delle inchieste che convergono nell'indicare che sul campo di guerra negli ultimi conflitti sono state usate armi nucleari di piccole dimensioni.

## Autori
Gli autori del libro sono:
- il giornalista Maurizio Torrealta, autore del programma di giornalismo investigativo L'inchiesta dal quale sono riportate nel libro le inchieste:
  - "Khiam, Libano del sud: anatomia di una bomba" [1][2][3], sui rilievi di radioattività effettuati su un cratere a Khiyam provocato da un bombardamento da parte di Israele nel corso della guerra del Libano del 2006,
  - "L'accusa del veterano, la terza bomba nucleare" [4][5], sulla bomba nucleare a penetrazione sganciata nei pressi di Bassora durante la prima guerra del Golfo,
  - "Gaza. Ferite inspiegabili e nuove armi" [6][7][8], sul possibile utilizzo da parte di Israele delle bombe DIME a Gaza,
- il fisico nucleare Emilio Del Giudice, autore, insieme a Giuliano Preparata, di una ipotesi di spiegazione teorica della fusione nucleare fredda[9].

## Contenuto
Il punto fondamentale del libro consiste nella seguente ipotesi: l'utilizzo della fusione fredda con l'uranio anziché il palladio (come è stato fatto in laboratorio nei primi esperimenti di fusione fredda) potrebbe permettere l'innesco di reazioni nucleari superando il problema della massa critica, cioè tramite qualunque quantità di uranio, anche per esempio quello contenuto in una pallottola. Quindi sarebbe possibile realizzare armi di tipo nucleare con un potere distruttivo enorme ma localizzato in piccole porzioni di spazio. Queste potrebbero essere le armi chirurgiche che sono state usate dalla Guerra del Golfo in poi, come le bunker buster, armi in grado di penetrare all'interno dei bunker e di vaporizzare il contenuto .
Il cosiddetto uranio impoverito che, come è stato detto, viene aggiunto al proiettile per aumentarne la capacità penetrante, potrebbe essere invece una copertura per tipi di armi nucleari che utilizzano l'uranio (non impoverito ma naturale o anche arricchito per aumentarne la potenza come nel caso di Khiyam) il quale diventa impoverito per le reazioni nucleari che avvengono durante l'esplosione.
Le cosiddette bombe a esplosivi densi a metallo inerte (DIME) contengono polvere di tungsteno che è un metallo pesante usato in molti esperimenti di caricamento dell'idrogeno per la fusione fredda. È plausibile pensare che in questo tipo di bombe il tungsteno sia stato caricato di idrogeno e che la compressione dell'impatto, producendo nanoparticelle, rilasci l'idrogeno in forma atomica anziché molecolare. Tale idrogeno, estremamente reattivo, aspira ossigeno dalla materia organica che incontra, e potrebbe provocare le inspiegabili ferite osservate a Gaza.
La necessità di mantenere il segreto militare su questi tipi di armi potrebbe aver contribuito alla fine della ricerca scientifica di tipo civile sulla fusione fredda.

## Edizioni
- Maurizio Torrealta, Emilio Del Giudice, Il segreto delle tre pallottole, Edizioni Ambiente, 2010,  pp. 240, ISBN 9788896238431.